# Wörth an der Isar
Pour les articles homonymes, voir Wörth.
Wörth an der Isar est une commune de Bavière (Allemagne), située dans l'arrondissement de Landshut, dans le district de Basse-Bavière.